# John Flesey
John Walter Flesey (ur. 6 sierpnia 1942 w Jersey City, New Jersey) – amerykański duchowny katolicki, biskup pomocniczy Newark w latach 2004-2017.

## Życiorys
Święcenia kapłańskie otrzymał w dniu 31 maja 1969 i inkardynowany został do archidiecezji Newark. Pracował przede wszystkim w archidiecezjalnym seminarium, gdzie pełnił funkcje dziekana, ojca duchownego oraz rektora. Był także dyrektorem wydziału kurialnego ds. formacji stałej duchowieństwa.
21 maja 2004 mianowany biskupem pomocniczym Newark ze stolicą tytularną Allegheny. Sakry udzielił mu abp John Myers. 16 października 2017 przeszedł na emeryturę.